# Пунук (острова)
Пунукские острова представляют собой цепочку из трех небольших островков в Беринговом море у восточной оконечности острова Святого Лаврентия. Они расположены в 8,5 км к юго-востоку от мыса Апававук и в 18 км к юго-западу от мыса Нийгхапак.
Эти острова были нанесены на карту в 1849 году капитаном Императорского флота России Михаилом Тебеньковым под их юпикским именем. Они также известны под именами «Острова Пиник» и «Острова Пунгук».
Пунукские острова являются естественной средой обитания моржей и морских птиц. Полёвка-экономка, обитающая на острове, относится к эндемичным подвидам (Microtus oeconomus punukensis).
Участок Оквик — важный археологический памятник культуры Пунук, был обнаружен на островах Отто В. Гайстом в 1931 году. Гайст и Ивар Скарланд в 1934 году раскопали это место, где были найдены окаменелые артефакты из моржовой кости, многие из которых сейчас находятся в коллекции Университета Аляски.